# Мегримы
Мегримы (лат. Lepidorhombus) — род лучепёрых рыб из семейства калкановых отряда камбалообразных (Pleuronectiformes). В состав рода включают два вида. Представители рода встречаются на северо-востоке Атлантического океана. Длина тела от 40 до 60 сантиметров. Охранный статус представителей рода не определён. Они безвредны для человека и являются объектами промысла.

## Виды
- Lepidorhombus boscii (Risso, 1810) — Пятнистый мегрим
- Lepidorhombus whiffiagonis (Walbaum, 1792) — Мегрим